# Bolu kukus

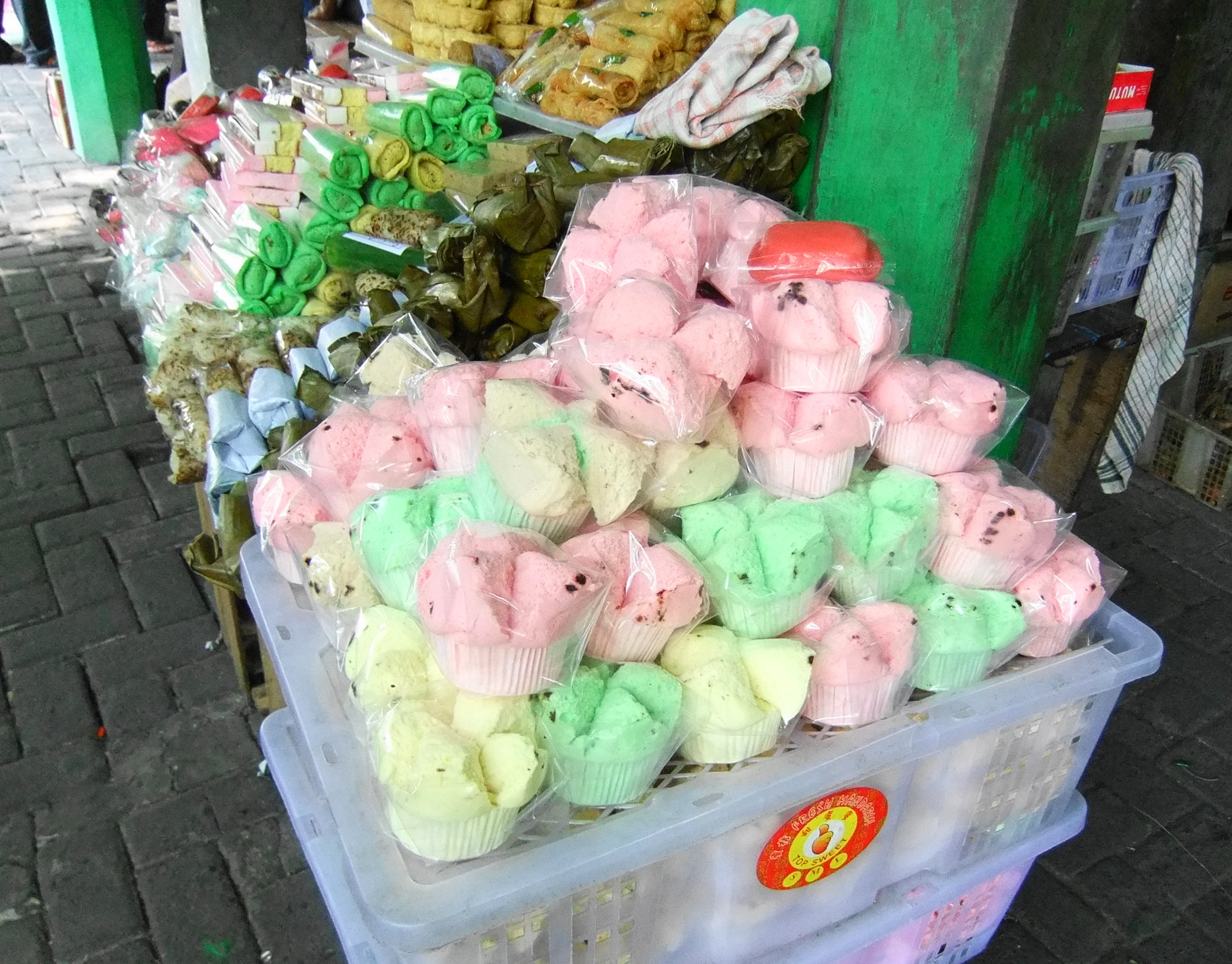
Vente de bolu kukus sur un marché traditionnel.

Le bolu kukus (littéralement : « tarte à la vapeur ») est un en-cas traditionnel indonésien composé de petits gâteaux à base de génoise (cupcake) cuits à la vapeur,. Cependant, le terme bolu kukus fait généralement référence à un type de kue mangkuk (en) qui n'utilise principalement que de la farine de blé (sans farine de riz ni tapioca) avec du sucre, des œufs, du lait, du soda et des arômes communs de vanille, de chocolat, de pandan ou de fraise, obtenus à partir de parfums alimentaires. Le gâteau utilise des œufs battus et du soda comme émulsifiant, le type de soda étant une sorte de limonade, généralement du Sprite.
Le bolu kukus est considéré comme un type de kue bolu (en), qui englobe une variété de génoises, de petits gâteaux et de tartes. Le terme « bolu » est dérivé du portugais bolo pour décrire le gâteau éponge. Sa texture est donc douce et moelleuse, tout comme celle d'une tarte ou d'un gâteau mousseline. Comme son nom l'indique, le bolu kukus est une « tarte » cuite à la vapeur au lieu d'un four comme pour les cupcakes. La base du bolu kukus est généralement recouverte de papier ondulé, tout comme les cupcakes ordinaires.